# Homotopiesphäre
Eine {\displaystyle n}-Homotopiesphäre ist im mathematischen Teilgebiet der algebraischen Topologie eine {\displaystyle n}-dimensionale Mannigfaltigkeit, welche homotopieäquivalent zur {\displaystyle n}-Sphäre ist. Dadurch hat eine Homotopiesphäre insbesondere die gleichen Homotopiegruppen und Homologiegruppen wie eine Sphäre und ist daher auch eine Homologiesphäre sowie durch Abschwächung auf die rationalen Theorien auch eine rationale Homotopiesphäre und eine rationale Homologiesphäre. Umgekehrt kann ebenso untersucht werden, welche stärkeren Eigenschaften eventuell unter zusätzlichen Annahmen gefolgert werden können, wobei sich dies als extrem schwierig herausgestellt hat. Mehrere Fields-Medaillen wurden für Fortschritte diesbezüglich vergeben.

## Eigenschaften
- Jede einfach zusammenhängende {\displaystyle n}-Homologiesphäre ist eine {\displaystyle n}-Homotopiesphäre.
- Eine wegzusammenhängende, {\displaystyle n}-zusammenhängende, orientierbare und geschlossene {\displaystyle 2n}-Mannigfaltigkeit ist eine {\displaystyle 2n}-Homotopiesphäre.
- Eine wegzusammenhängende, {\displaystyle n}-zusammenhängende, orientierbare und geschlossene {\displaystyle (2n+1)}-Mannigfaltigkeit ist eine {\displaystyle (2n+1)}-Homotopiesphäre.

## Poincaré-Vermutung
Mehrere wichtige, aber noch unvollständige Resultate über Homotopiesphären werden durch die Poincaré-Vermutung zusammengefasst, welche eines der sieben Millennium-Probleme ist. Kurz ausgedrückt vermutet diese, dass Homotopiesphären bereits Sphären sind. Untersuchen lässt sich dies sowohl für topologische, stückweise lineare und glatte Mannigfaltigkeiten, also für Homöomorphismen, stückweise lineare Homöomorphismen und Diffeomorphismen.

### Topologische Poincaré-Vermutung
In null, einer oder zwei Dimensionen lässt sich sehr leicht zeigen, dass jede Homotopiesphäre sogar homöomorph zu einer Sphäre ist. Stephen Smale zeigte im Jahr 1961 den Fall von sieben oder mehr Dimensionen mit anschließender Verbesserung auf fünf oder mehr Dimensionen mithilfe des h-Kobordismus-Satzes, wofür ihm die Fields-Medaille im Jahr 1966 verliehen wurde. Michael Freedman zeigte im Jahr 1982 den Fall von vier Dimensionen, wofür ihm die Fields-Medaille im Jahr 1986 verliehen wurde. Grigori Perelman vervollständige schließlich im Jahr 2002 den Fall von drei Dimensionen, wofür ihm die Fields-Medaille im Jahr 2006 angeboten wurde. Grigori Perelman lehnte jedoch ab. Insgesamt gilt dadurch die topologische Poincaré-Vermutung in allen Dimensionen, also ist jede Homotopiesphäre sogar homöomorph zu einer Sphäre, obwohl sich die Beweise in verschiedenen Dimensionen radikal unterscheiden können.

### Glatte Poincaré-Vermutung
Beim Übergang auf die schärfere Betrachtung von glatten Mannigfaltigkeiten und Diffeomorphismen zeigt sich jedoch, dass durchaus ein Unterschied zwischen Homotopiesphären und Sphären bestehen kann. Es ist möglich, dass diese homöomorph sind ohne diffeomorph zu sein, was als exotische Sphäre bezeichnet wird. In mehr als fünf Dimensionen sind die Homotopiesphären wegen des h-Kobordismus-Satzes genau die exotischen Sphären, beschrieben durch die Kervaire-Milnor-Gruppe. Zuerst entdeckt wurden diese von John Milnor im Jahr 1956 mit heute als Milnor-Sphären bekannten Beispielen, wofür ihm die Fields-Medaille im Jahr 1962 verliehen wurde. Im Falle von Dimensionen ohne exotische Sphären sind Homotopiesphären sogar diffeomorph zur Sphäre. Nach dem Satz von Moise ist dies in drei oder weniger Dimensionen erfüllt. Nach Guozhen Wang und Zhouli Xu gibt es bis einundsechzig Dimensionen auch keine exotischen Sphären in fünf, sechs, zwölf, sechsundfünfzig und einundsechzig Dimensionen, was mit sich mithilfe des J-Homomorphismus und der Kervaire-Invariante zeigen lässt. Für den Bereich jenseits ist bereits bekannt, dass es keine ungeraden Dimensionen ohne exotische Sphären mehr gibt, jedoch ist es für gerade Dimensionen immer noch unbekannt. Ebenfalls noch unbekannt ist, ob es exotische Sphären in vier Dimensionen gibt, was häufig als zu lösendes Problem für eine zukünftige potenzielle Fields-Medaille gesehen wird. Insgesamt sind Homotopiesphären in der glatten Poincaré-Vermutung also viel schwerer zu verstehen. Es gibt Dimensionen, in den diese richtig, falsch oder noch unbekannt ist.